# Ahmed Mubarak
Ahmed Mubarak Al-Mahaijri (23 de fevereiro de 1985) é um futebolista omani. Meio campista atualmente atuante no Al-Siliya do Qatar e na Seleção de Omã de Futebol.

## Carreira
Nas eliminatórias para a Copa do Mundo FIFA de 2006 Mubarak estava atuando pela seleção de seu país quando ficou em segundo lugar na fase de grupos somando 10 pontos, perdendo apenas para o Japão que somou 18 pontos. Marcou dois gols no jogo Omã 5 a 1 Índia.
Ele representou a Seleção Omani de Futebol na Copa da Ásia de 2015.